# Угличский машиностроительный завод

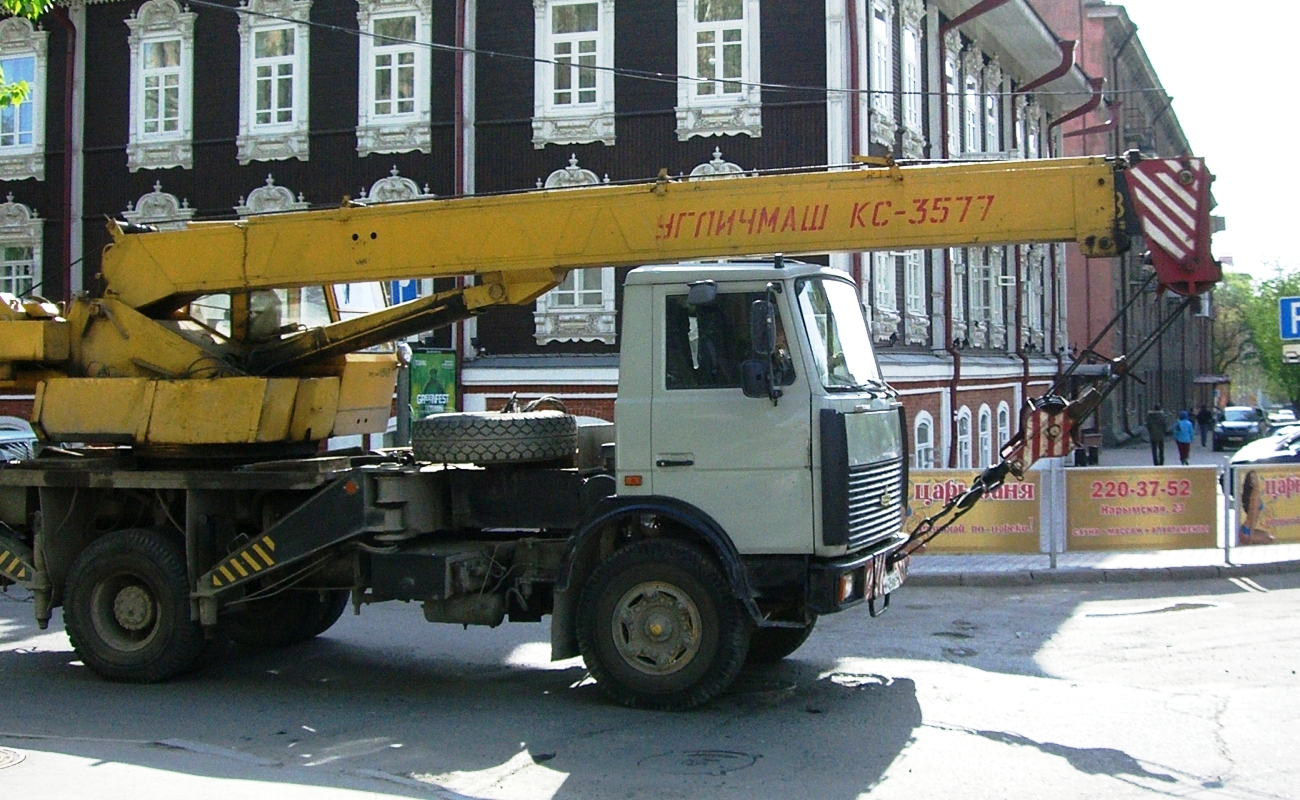
КС-3577

ОАО «Угличма́ш» («Угличский машиностроительный завод») — предприятие по производству стреловых кранов на автомобильном шасси, а также кранов-манипуляторов, полуприцепов, спецтехники для железных дорог, запасных частей; находится в городе Угличе.

## История

### Советская эпоха
Датой образования «Угличмаш» является 1937 год, когда в городе Угличе для обеспечения строительства Угличской ГЭС был построен завод.
В советскую эпоху предприятие являлось одним из передовых в своей отрасли.
Помимо производства автомобильных кранов, предприятие выпускало:
- Железнодорожные краны[1].
- Плавучие краны[1].
- Мостовые и понтонные парки[1].

А также другую специальную продукцию, которую экспортировало в более чем 20 стран мира.

## Деятельность
- В период 2005—2007 на российском рынке доля автокранов марки «Угличмаш» составляла: в 2005 году 1,6 %, в 2006 — 2,4 %, в 2007 году — 4,1 %[2].
- Из более 1000 автокранов России, сделанных в 2007 году, 300 штук были сделаны на «Угличмаше». В 2010 году предприятие вошло в нишу 25- и 35- «тонных» кранов анонсировав модели с техническими характеристиками, превышающими на 10-15 % российские аналоги[1].
- Кроме того, предприятие успешно легализовалось на традиционно закрытом для всех игроков, кроме ОАО «Автокран», рынке производства продукции для нужд МО[1].
- На начало 2015 года предприятие не функционирует

### Структура
Территория предприятия занимает около 30 га. В 2007 году, еще до кризиса[какого?], коллектив завода имел численность 1300 человек.
Имеются:
- Заготовительный участок, участок раскроя металла с прессом[1].
- Цех механообработки[1].
- Покрасочный цех[1].
- Участок сборки стрел[1].
- Производство полуприцепов[1].
- цех газо-кислородной и плазменной резки[1].
- производство гидроцилиндров, опорно-поворотных устройств, лебёдок, редукторов, гидробаков, полный цикл сварочно-сборочного производства[1].

На заводе имеются два карусельных станка: один обрабатывает заготовки диаметром до 1600 мм, а второй — до 2500 мм.
Предприятие имеет полный цикл машиностроительного производства, за исключением литейного производства. Установлены новые машины плазменной резки, введены технологии сварки французскими полуавтоматами, раскроя и гибки металлов, очистки поверхности в дробеструйных камерах и покраски в итальянских покрасочных камерах.

### Руководство и собственники
- ОАО «Угличмаш» входит в состав Группы компаний «Афина Паллада»[1],[3].

### Продукция в разное время
В разное время завод выпускал:
- Автомобильные краны, на базе шасси МАЗ, КАМАЗ и Урал марки «Угличмаш»:

1. 14-тонный кран: КС-3577-3 на шасси МАЗ 5337А2.
2. 16-тонные краны: КС-3577-3К на шасси КАМАЗ 43253; КС-3577-3К на шасси КАМАЗ 53605; КС-3577-3К на базе шасси МАЗ 5337А2; КС-45722 на шасси МАЗ 5337А2; КС-45722-1 на базе шасси автомобиля Урал 5557.
3. 20-тонные краны: КС-45726-4 на шасси КАМАЗ 53605; КС-45726-2 на шасси МАЗ 5337А2.
4. 25-тонный кран: КС-45726-4В на базе шасси автомобиля КАМАЗ 53605.

- Железнодорожные краны.
- Плавучие краны.
- Спецтехника для нужд железных дорог.
- Манипуляторы HIAB.
- Полуприцепы Fliegl, KH Kipper, Тонар.
- Запасные части к автомобильным кранам и полуприцепам.

### Показатели деятельности
- За годы деятельности предприятия было изготовлено около 6000 единиц автомобильных кранов.

Завод входил в систему Министерства Транспортного строительства СССР, активно сотрудничал с Метростроем, его машины возводили БАМ. ОАО «Угличмаш» начал изготавливать автокраны в 1991 году по конверсии и получил всю документацию от завода «Автокран» бесплатно.